# Jeanne Hauville
Jeanne Hauville, née le 28 octobre 1914 à Clères et morte le 2 août 2010 à Sainte-Adresse, est une artiste peintre française reliée à l'art brut,.

## Biographie
Née près de Rouen en Normandie, fille de Georges et Suzanne Boulvrais, Jeanne Hauville perd son père en 1918 à l'âge de 4 ans. Sa mère s'installe alors au Havre. Jeanne s'intéresse d'abord au chant où elle est remarquée lors d'un concours à l'opéra de Paris, cependant c'est l'art pictural qui s'imposera après la seconde guerre mondiale.
Élève d'Albert Copieux puis de Jean Maufay, elle s'illustre dans les années 1970 dans un style post-impressionniste. Pendant cette période elle reçoit des distinctions dont le Prix de peinture de Normandie en 1973. Elle participe à de nombreuses expositions collectives avec entre autres Sébire et Garrido, et à plusieurs salons à Paris (salon des Artistes Français, salon des Indépendants),.
À partir des années 1980 elle s'éloigne de l'enseignement des Beaux-Arts pour laisser libre cours à son imagination débordante et délirante et répondre ainsi au besoin irrépressible qui l'habitait d'explorer son monde intérieur. C'est à cette époque que Francis Marshall lui fait découvrir la Fabuloserie où elle fait la connaissance d'Alain Bourbonnais,.
Coloriste, impulsive et expressive, utilisant l'aquarelle et l'huile, elle peignait sans préméditation, de manière automatique et instinctive. Elle produisait spontanément des peintures qu'elle répétait naturellement pendant un temps, avant qu'émerge un autre morceau, une autre partie d'elle. Dans ces projections picturales on découvre un univers multiple, fantasmagorique et parfois enfantin, fait d'abstractions, de formes hybrides, d'êtres hallucinés, de corps en mouvements.
On estime que Jeanne Hauville a peint entre 2 500 et 3 000 aquarelles et huiles entre 1945 et 2006. Son œuvre est répartie entre des collectionneurs, la mairie de Sainte-Adresse qui a reçu une donation importante et La Fabuloserie, le Musée d'art hors-les-normes qui l'expose.

Aquarelles
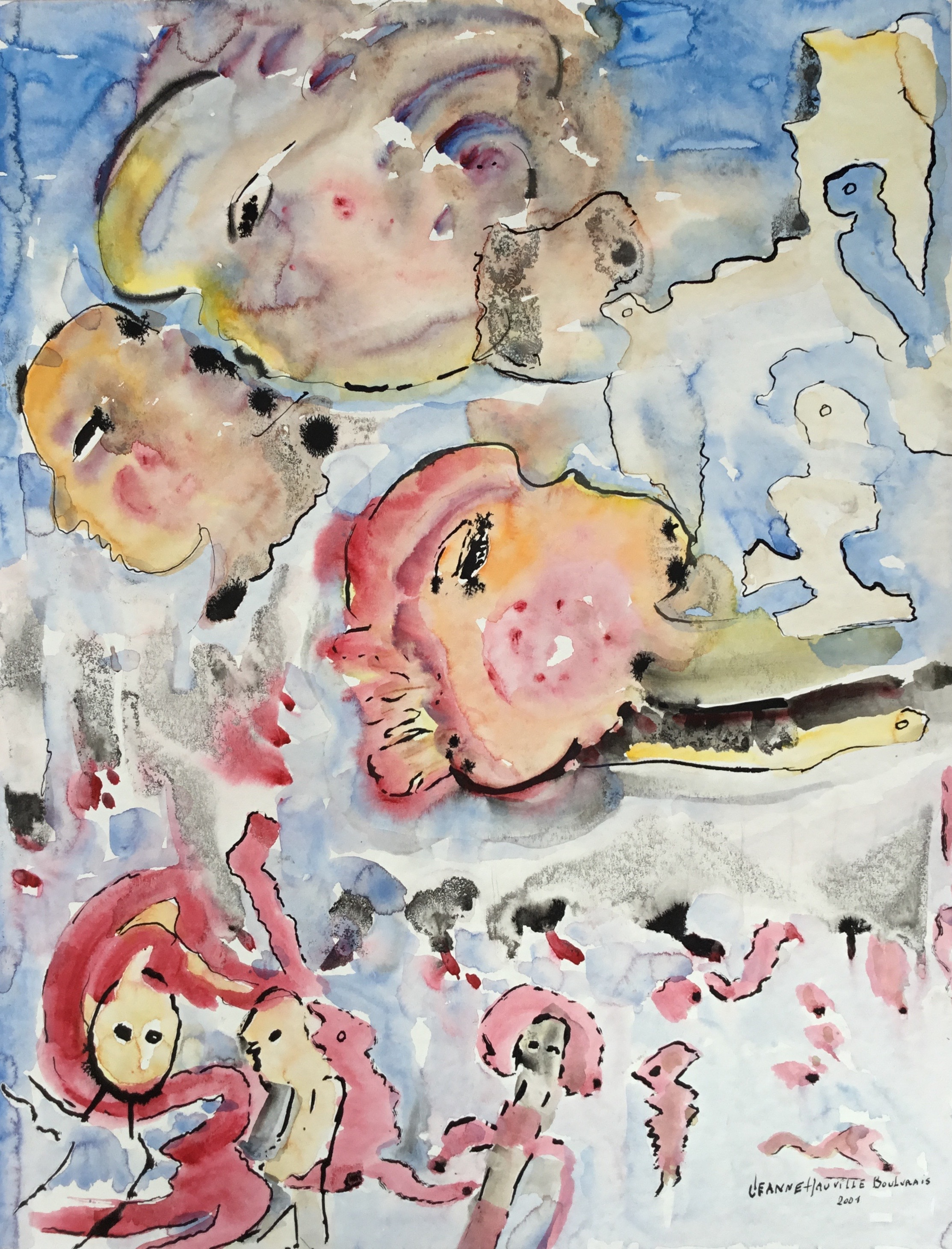
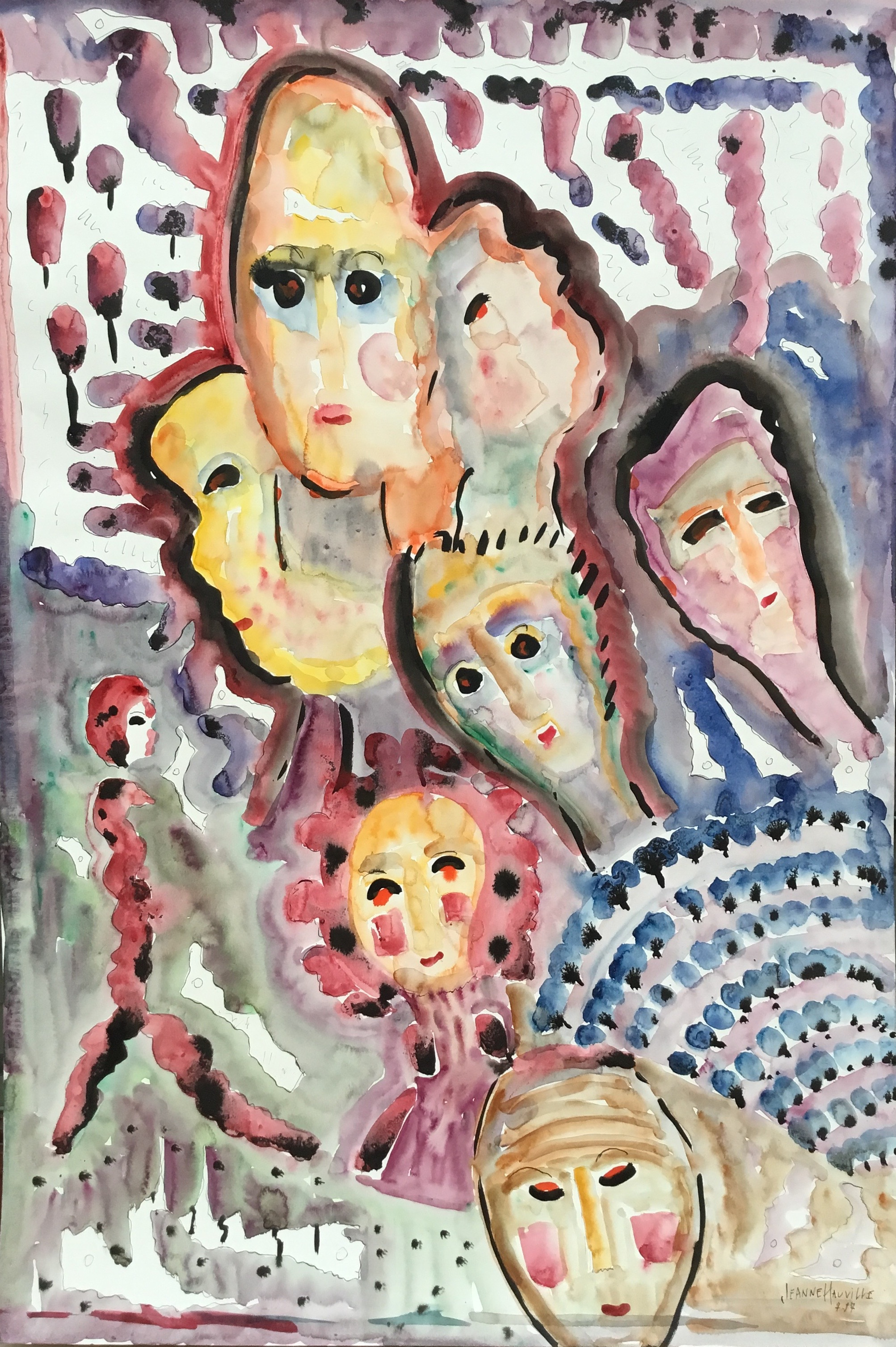
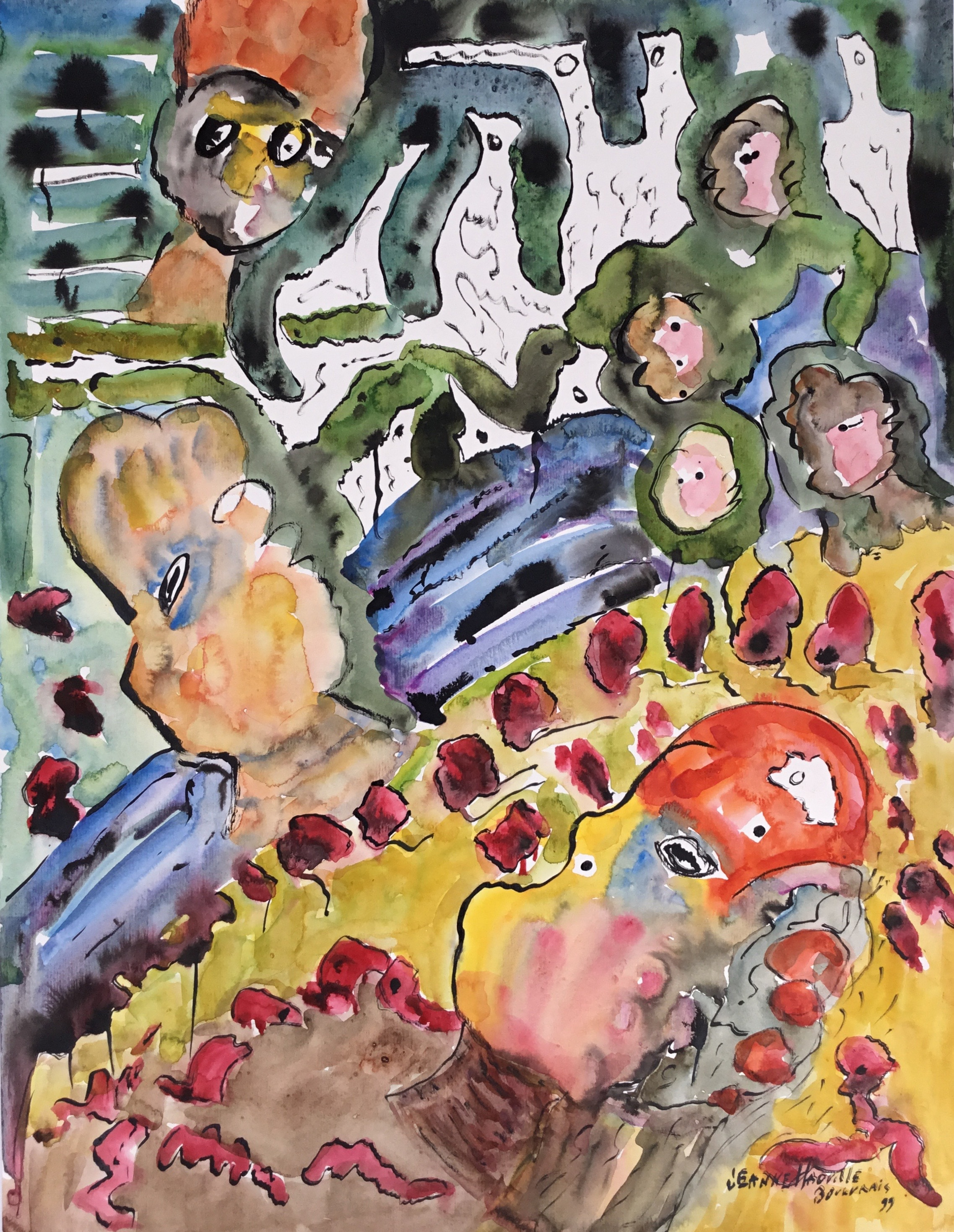

## Expositions
Expositions collectives
- Salon des indépendants Normands 1970
- Groupe Peintres et Sculpteurs du Havre (APSH), Prix, Le Havre 1970, 1971, 1977
- Salon d'Automne, Galerie Hamon, Le Havre 1972
- Groupe Deauville (Couleurs d'aujourd'hui), Prix, Galerie René Borel, Deauville 1973
- Union Havraise des Arts Plastiques (UHAP), Musée Malraux, Le Havre 1970; 72[13], 74, 76, 80, 82
- Salon des Artistes Ouvriers, Le Havre 1973, 1974
- Salon des Artistes Français, Paris 1975, 1976
- Salon d'Automne, Paris 1976, 1979
- Groupe Deauville (Couleurs d'aujourd'hui), Galerie Couleurs d'aujourd'hui, Paris 1978
- Salon de la ville du Havre, Prix, Le Havre 1978, 1980, 1981
- Salon des Indépendants, Paris 1981
- Château de Beaumesnil (Le cadre d'or de Normandie), Beaumesnil 2003
- Musée d'art-hors-les-normes la Fabuloserie, Dicy Yonne (exposition permanente)

Expositions personnelles

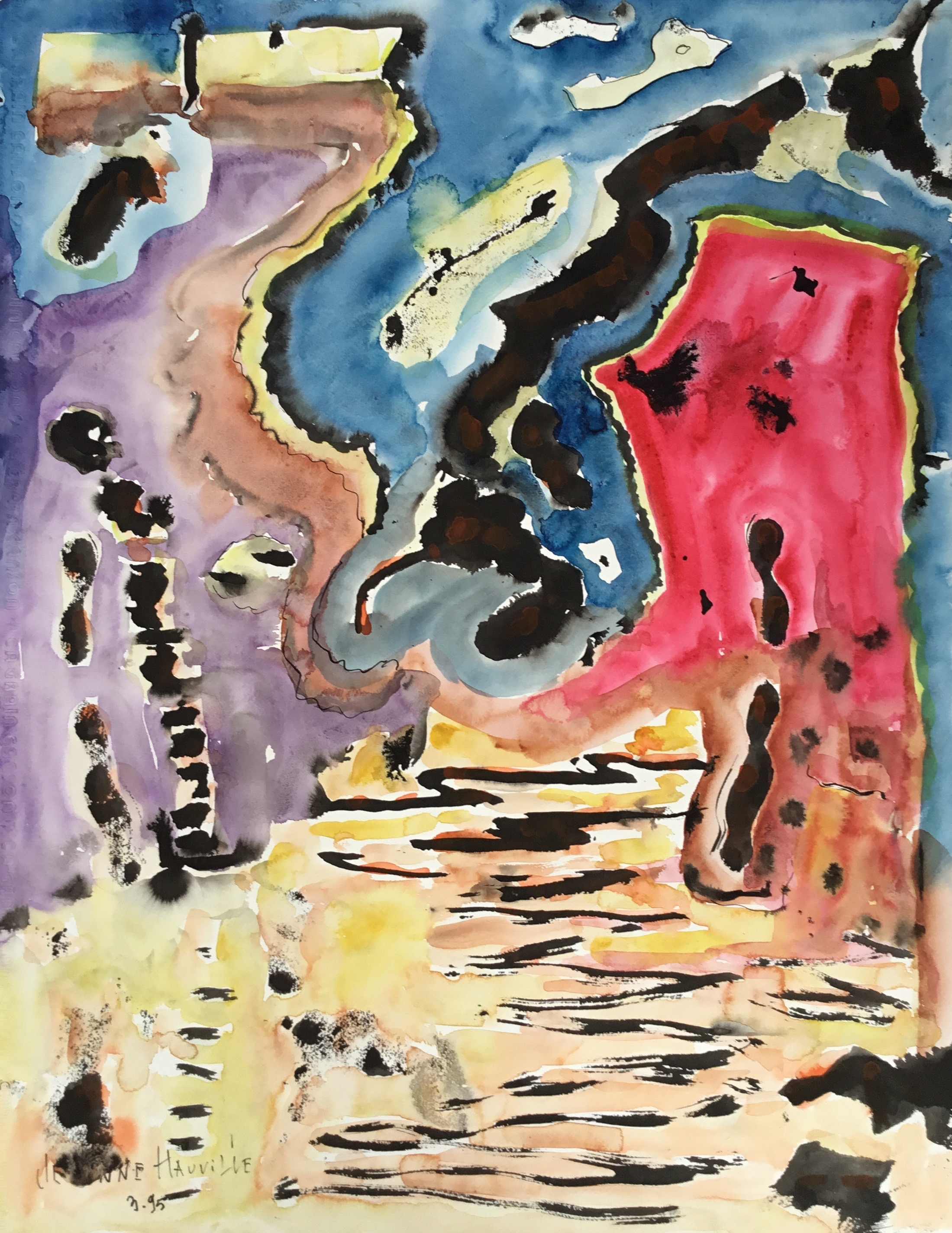
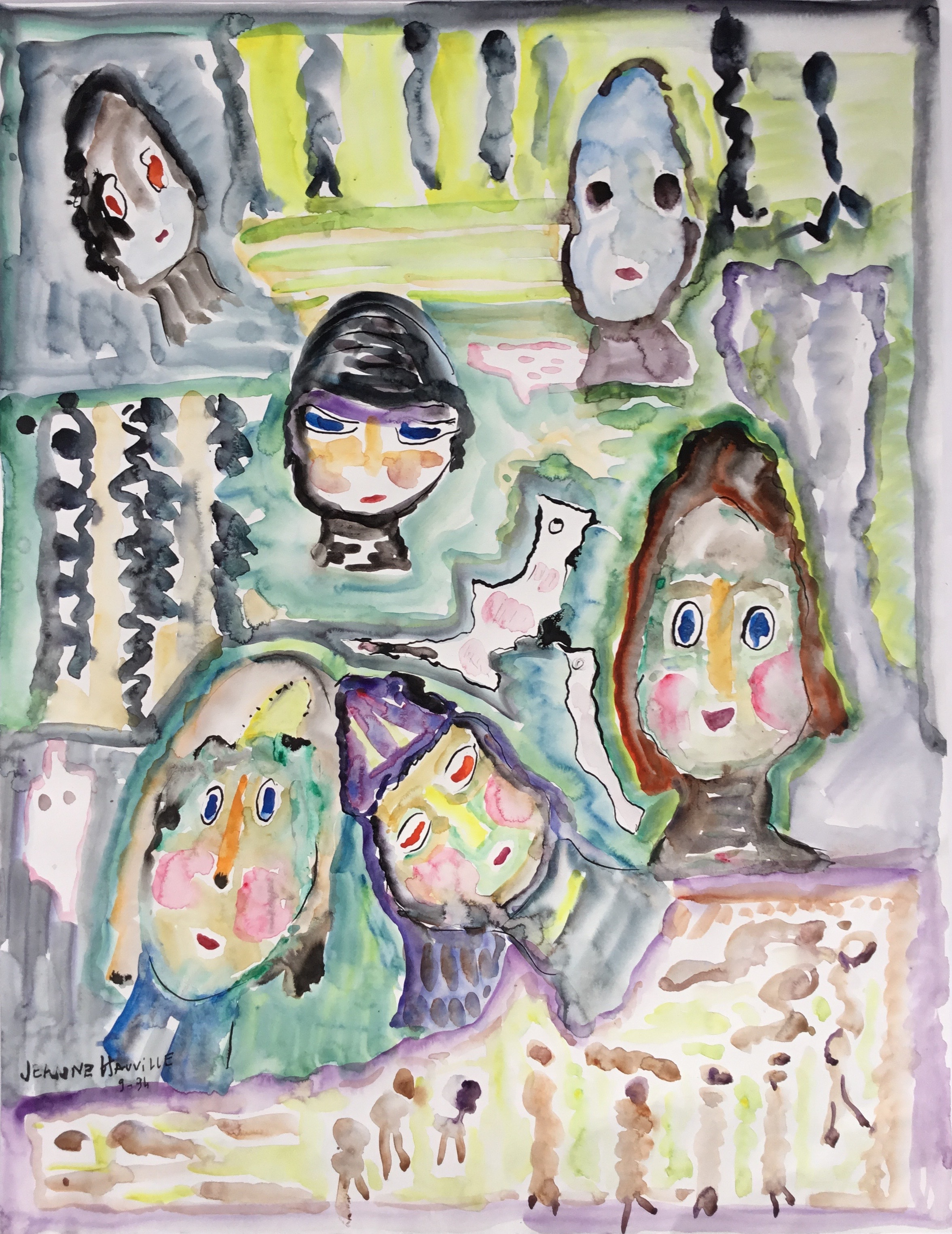
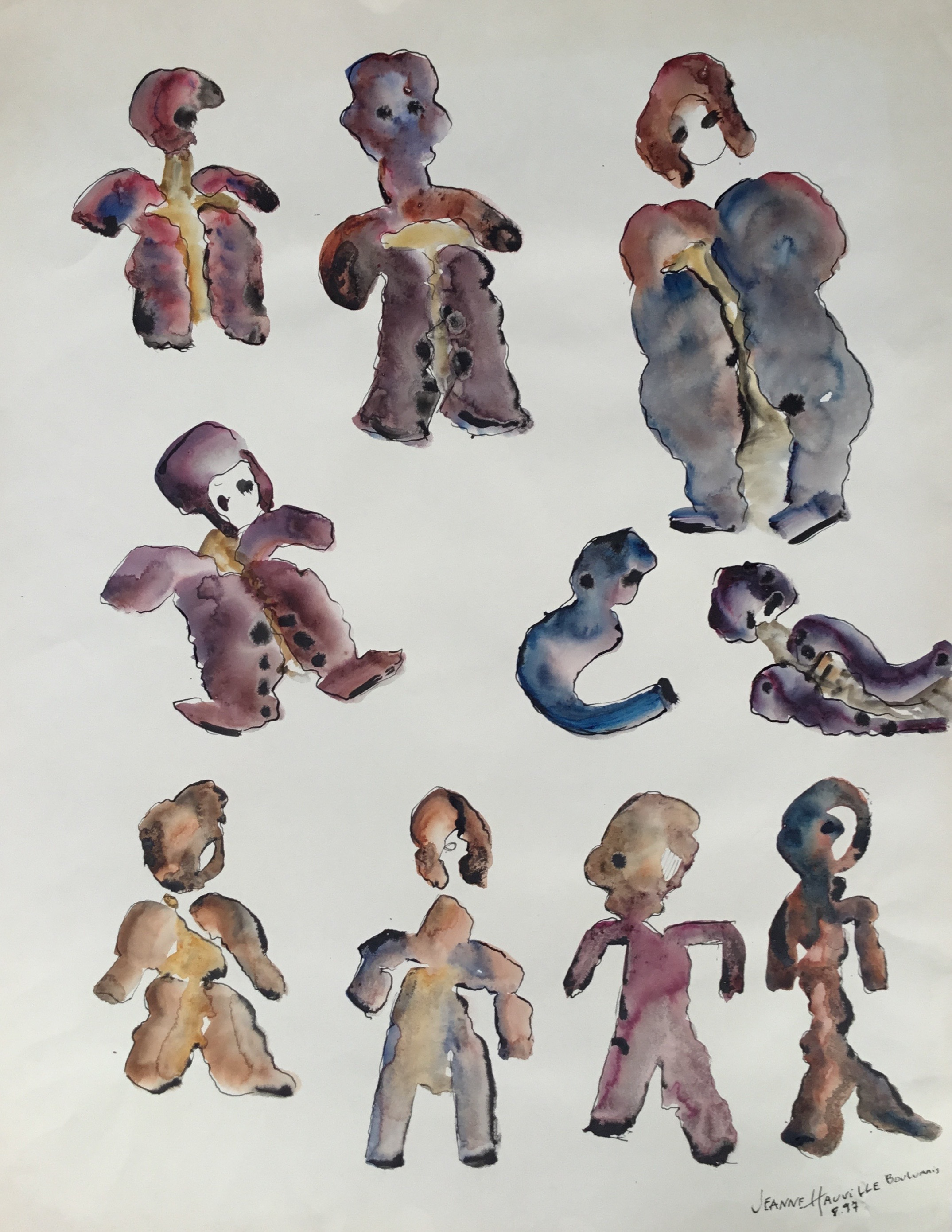
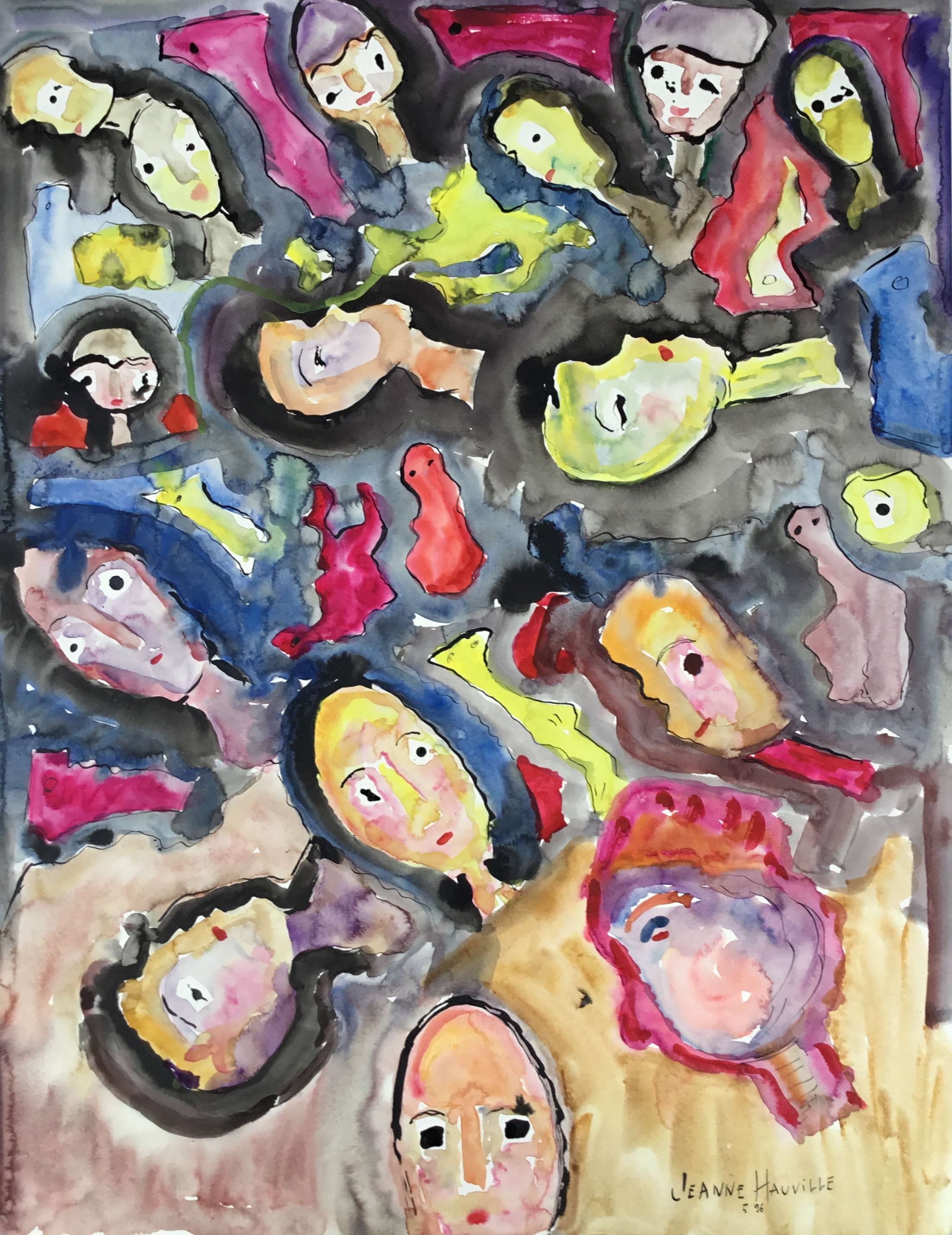

- Galerie Jean Jacques Rousseau, avec Sébire, Le Havre 1947, 1948[14],[6]
- Galerie Palisson, avec Garrido, Le Havre 1948[15],[16],[7]
- Maison Gabriel Sautrel, Le Havre 1948[17],[18]
- Galerie Val-de-Seine, Caudebec-en-Caux 1977[19]
- Galibert et Scarlett, Le Havre 1978[20]
- Centre Culturel et L'orangerie, Sainte-Adresse 1981, 1982
- Habitat-Décor, Le Havre 1984[21]
- Galerie Taormina del Arte, Le Havre 1986[22],[23],[24]
- Galerie La Porte Étroite, Étretat 1989
- Centre d'art contemporain, Rouen 1990[25]
- Théâtre des Bains-Douches, Le Havre 1990[26]; 1992[27]
- Théâtre de l'hôtel de ville, Le Havre 1990[28]; 1997[29],[30]
- Musée du Prieuré, Harfleur 1993[31]
- Maison de la Culture de Nevers, "Les Étonnants" 1993-94[32]
- Maison Henri IV, Saint-Valéry-en-Caux 1997
- Le Miroir de l'Art, Le Havre 1997[33],[9]
- Théâtre du Hangar 23 (festival Octobre en Normandie), Rouen 1998
- Pôle d'animation de Gournay-en-Caux, Gonfreville l'Orcher 2002[34]
- Espace Claude Monet, Sainte-Adresse 2002; 2011[35]

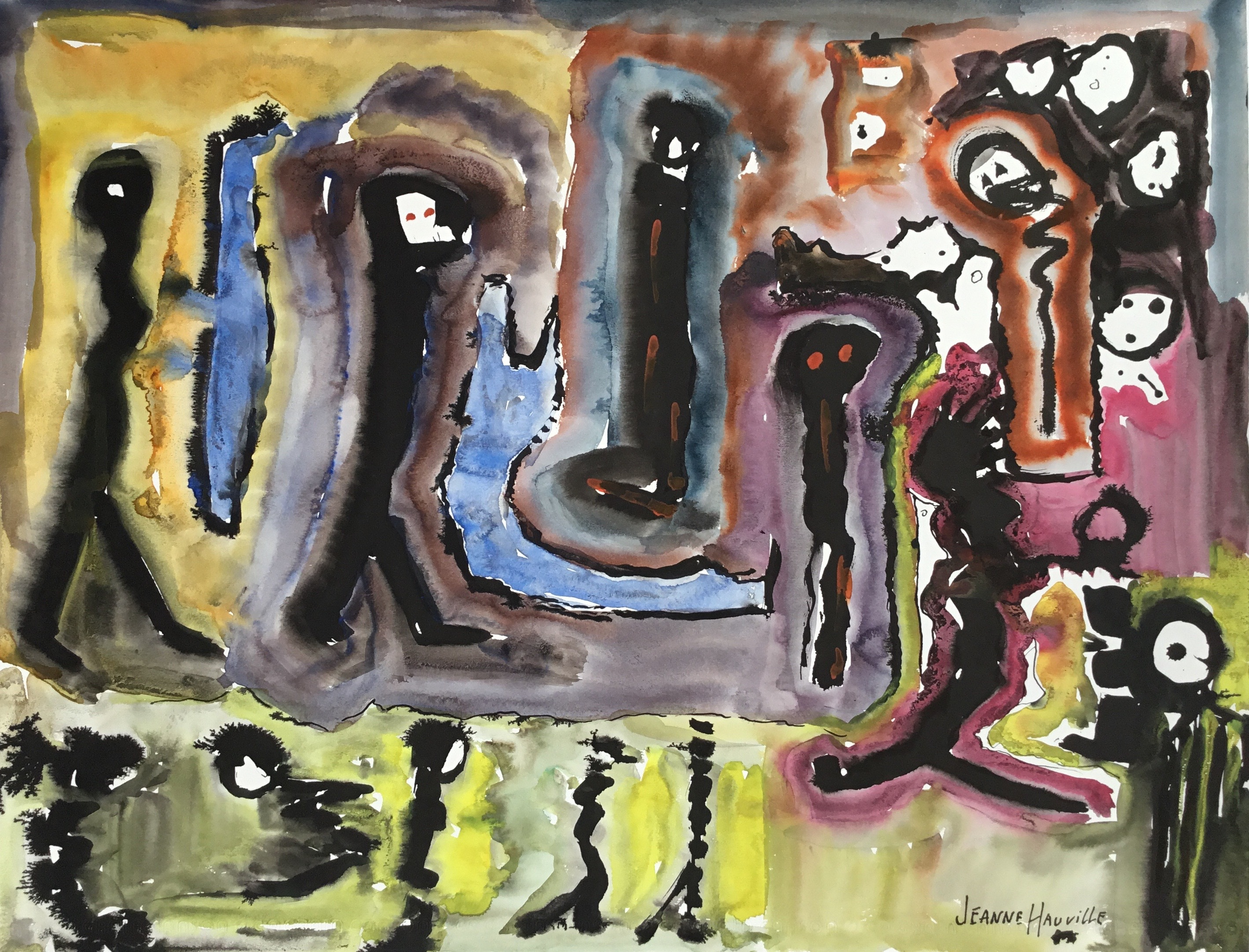
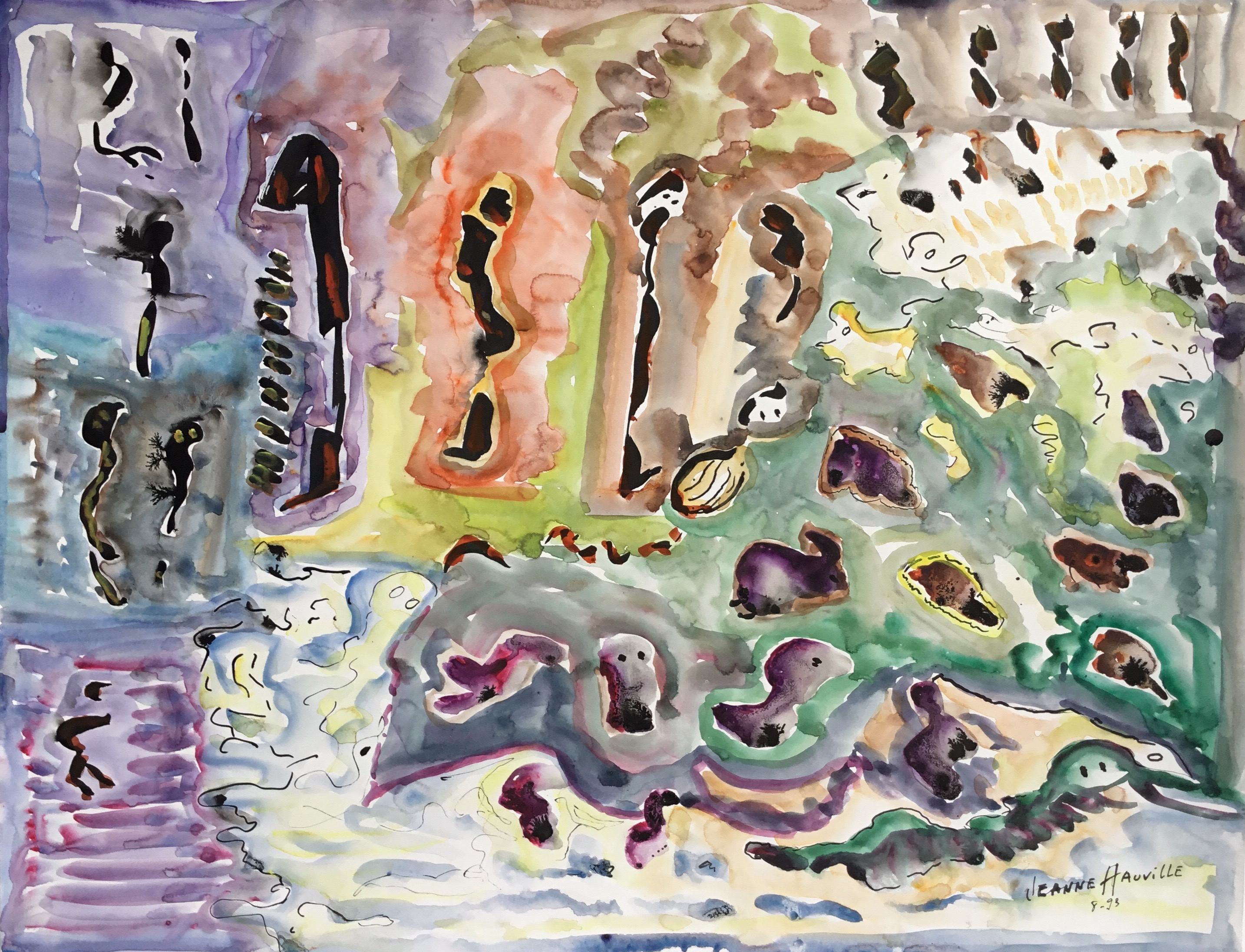
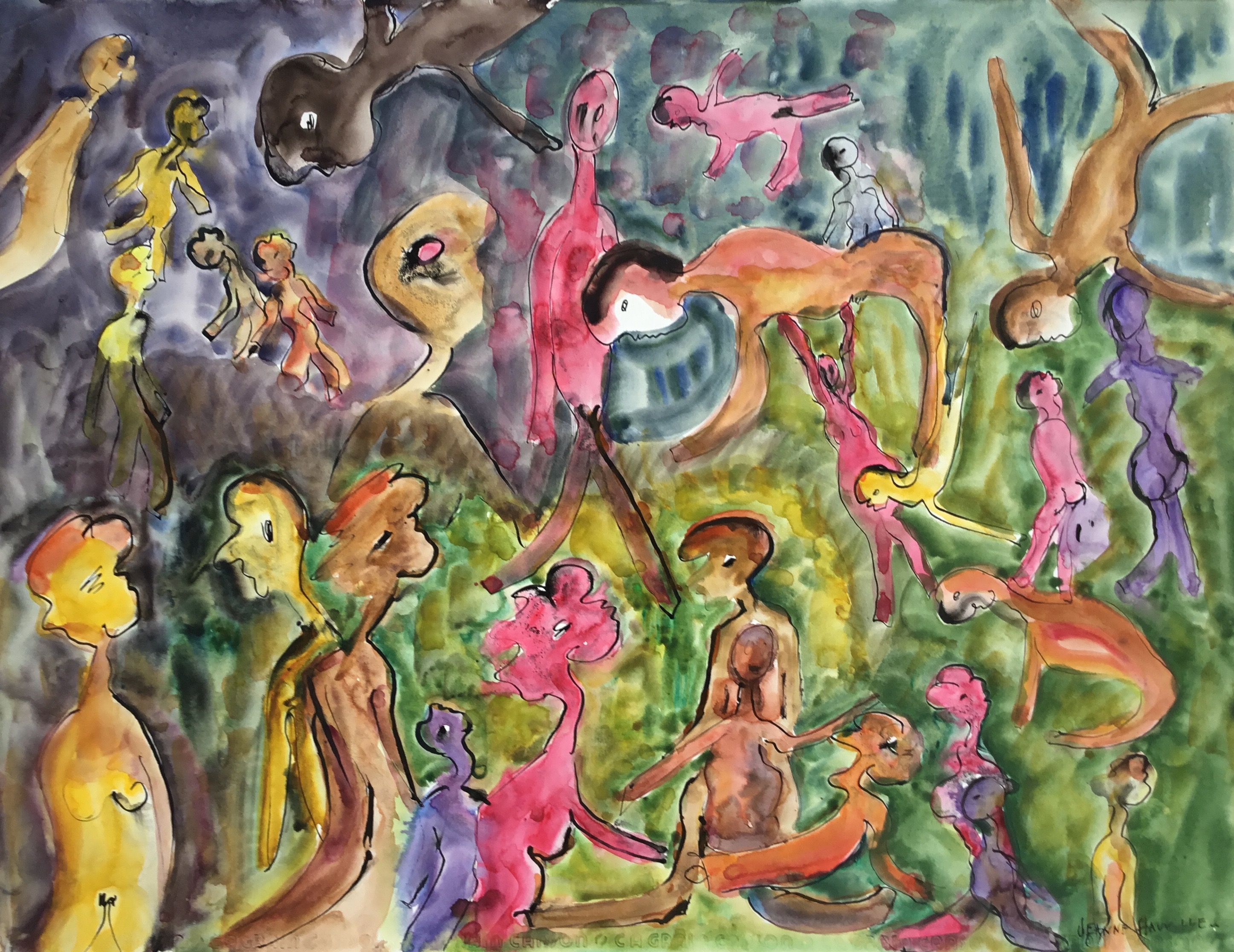

## Prix
- Prix du Groupe Peintres et Sculpteurs du Havre 1970, 1977
- Prix de Peinture de Normandie 1973
- Prix de la ville du Havre 1974, 1978
- Prix du Havre Libre 1975